# Erling Bonnesen
Erling Bonnesen, né le 28 mars 1955, est un homme politique danois, membre du parti Venstre. Il est député au Folketing depuis 2004.

## Biographie
Engagé au sein du parti Venstre, Erling Bonnesen est élu maire de Nørre Broby en 1994, un poste qu'il occupe jusqu'à ce que la commune fusionne au sein de la nouvelle commune de Faaborg-Midtfyn à l'occasion de la réforme territoriale entrée en vigueur au 1er janvier 2007.
Il est candidat aux élections législatives de 2001, mais ne parvient pas à être élue, devenant seulement le premier suppléant de son parti dans sa circonscription. Il devient député en octobre 2004, en remplacement de Mariann Fischer Boel, démissionnaire du Folketing pour devenir commissaire européenne.
Il est ensuite réélu au Parlement à six reprises, en 2005, 2007, 2011, 2015, 2019 et 2022,,,,,.
En mai 2025, il annonce son intention de revenir à la politique locale en présentant sa candidature aux élections municipales de novembre à Faaborg-Midtfyn.